# Techworld
Techworld var ett svenskt magasin och forum för IT-tekniker. Tidningen var en sammanslagning av tidningarna Nätverk & kommunikation och Mikrodatorn och gavs ut 2007-2015 i pappersform men ingår i IDG-familjen och finns[när?] kvar i digital form.
Tidningar (och webbplatser) med namnet TechWorld finns även i USA och Storbritannien.

## Chefredaktörer
- 2007–2009: Niclas Söderlund
- 2009–2015: Magnus Aschan
- 2015–: Per Danielson